# Maria Lange (Fußballspielerin)
Maria Cristina „Nina“ Lange (* 11. Mai 2000 in Rosenheim) ist eine ehemalige deutsche Fußballspielerin.

## Karriere

### Vereine
Lange begann in der Jugendabteilung des Berliner Sport-Clubs mit dem Fußballspielen. Für die Saison 2017/18 wurde sie vom VfL Wolfsburg für dessen Zweite Mannschaft verpflichtet, die in der Nordstaffel der seinerzeit zweigleisigen 2. Bundesliga antrat. Ihr Debüt gab sie am 29. November 2017 (8. Spieltag) beim 4:0-Sieg im Heimspiel gegen den Herforder SV mit Einwechslung für Birel Adigo in der 65. Minute. Ihr erstes Tor gelang ihr am 2. Dezember 2018 (11. Spieltag) im Heimspiel gegen den FSV Gütersloh 2009 mit dem 1:0-Siegtor in der 73. Minute. Insgesamt bestritt sie für Wolfsburg II 18 Punktspiele, in denen sie sieben Tore erzielte.
Zur Saison 2019/20 wechselte Lange zum Bundesligisten SGS Essen. In der höchsten Spielklasse debütierte sie am 18. August 2019 (1. Spieltag) beim 3:1-Sieg im Heimspiel gegen Bayer 04 Leverkusen. Insgesamt lief sie in 23 Bundesligaspielen für die Essener auf. Ihr einziges Tor in der Meisterschaft erzielte sie am 23. November 2019 (10. Spieltag) in der 89. Minute zum 5:0-Endstand im Heimspiel gegen den SC Freiburg. Des Weiteren kam sie am 8. September 2019 beim seinerzeitigen Zweitligisten SV Meppen zu ihrem Debüt im DFB-Pokal; beim 5:1-Zweitrundensieg markierte sie überdies in der 82. Spielminute das Tor zum späteren Endstand.
Im Sommer 2021 schloss sie sich dem Zweitligisten RB Leipzig. In der Meisterschaft absolvierte sie zunächst vier Spiele, in denen ihr zwei Tore gelangen. Im Pokalwettbewerb war sie vierfache Torschützin beim 10:1-Sieg über den Drittligisten ATS Buntentor. Auf Grund einer im Oktober 2021 erlittenen Verletzung und Komplikationen im Heilungsprozess kam sie im weiteren Saisonverlauf und auch darüber hinaus nicht mehr für die Leipzigerinnen zum Einsatz.
Nachdem sie im November 2022 ihren Vertrag bei RB Leipzig aufgelöst hatte, wurde sie für die Rückrunde der Saison 2022/23 vom Bundesligisten 1. FFC Turbine Potsdam verpflichtet. Nach Ablauf der Saison verließ sie Potsdam und schloss sich dem Drittligisten 1. FC Union Berlin an.

### Auswahlmannschaft
Für die U18-Auswahlmannschaft des Berliner Fußball-Verbandes bestritt sie im Zeitraum vom 1. Oktober 2015 bis zum 3. Oktober 2017 vier Spiele im Wettbewerb um den Länderpokal, in denen sie drei Tore erzielte.